# Diplostephium jenesanum
Diplostephium jenesanum là một loài thực vật có hoa trong họ Cúc. Loài này được S.Díaz & Morales-P. mô tả khoa học đầu tiên năm 2002.